# La regina di Navarra
Pour plus de détails, voir Fiche technique et Distribution.
La regina di Navarra est un film italien réalisé par Carmine Gallone, sorti en 1942.

## Fiche technique
- Titre : La regina di Navarra
- Réalisation : Carmine Gallone
- Scénario : Carmine Gallone, Sergio Amidei et Gherardo Gherardi d'après la pièce d'Eugène Scribe
- Photographie : Arturo Gallea
- Montage : Niccolò Lazzari (en)
- Musique : Franco Casavola
- Pays d'origine : Royaume d'Italie
- Format : Noir et blanc - 1,37:1 - Mono
- Genre : historique
- Durée : 86 minutes
- Date de sortie : 1942

## Distribution
- Elsa Merlini : Marguerite de Valois-Angoulême
- Gino Cervi : Charles Quint
- Renato Cialente (it) : François Ier
- Leonardo Cortese : Henri II
- Clara Calamai : Isabelle de Portugal
- Paolo Stoppa : le coursier Babieca
- Valentina Cortese : Éléonore de Habsbourg
- Nerio Bernardi : le marquis de Gattinara
- Greta Gonda : Conchita Babieca
- Margherita Bagni : La duchesse d'Ossuna
- Wanda Capodaglio : une dame de la cour
- Oreste Fares (it) : le prêtre